# Szedema
Szedema (hebr.: שדמה) – moszaw położony w samorządzie regionu Gederot, w Dystrykcie Centralnym, w Izraelu.

## Historia
Moszaw został założony w 1954 przez imigrantów z Iranu.

## Gospodarka
Gospodarka moszawu opiera się na intensywnym rolnictwie, hodowli krów i drobiu.